# Спас Вседержитель
Спас Вседержи́тель, также Пантокра́тор (от др.-греч. παντοκράτορος — «всевластный, всесильный, всемогущий») — центральный образ в иконографии Иисуса Христа, представляющий Его как Небесного Царя и Судию. Вседержителем Господь многократно именуется в Ветхом и Новом заветах. Спаситель может изображаться в рост, сидя на троне, по пояс или погрудно. В левой руке — свиток или Евангелие, правая обычно в благословляющем жесте.

## Происхождение и значение названия
Эпитет «Вседержитель», написанный рядом с именем Иисуса Христа, выражает, помимо прочего, догмат Боговоплощения, титул Вседержителя относится в полной мере и к Божественной, и к человеческой природе Спасителя. Является составляющей греческих слов παν («все»), и κρατος («сила»). Эпитет чаще всего понимается под смыслом всемогущества, то есть, возможности сотворить абсолютно всё, что является одной из прерогатив Бога. Иными словами, менее литературным переводом слова παντοκράτορος будет словосочетание «Властитель всего», «Правитель мира».
Исторически термин появился в раннехристианском обществе, когда всё чаще переводчики Писания ощущали потребность перевести на греческий язык одно из еврейских имён Бога, встречающихся Танахе, — Шаддай (שדי‬, см. Иов. 5:17).
Именование Κύριος παντοκράτωρ неоднократно встречается в Ветхом Завете: «Господи Вседержителю, Боже Израиля!» (Вар. 3:1), «Царь всесильный, высочайший, Бог Вседержитель» (3Мак. 6:2), «во власти Господа вседержителя врата смерти» (Пс. 67:21).
В раннехристианской традиции, в Новом Завете имя «Вседержитель» указывает на Иисуса Христа Второго пришествия, так, апостол Павел во 2-м послании к Коринфянам писал: «И буду вам Отцом, и вы будете Моими сынами и дщерями, говорит Господь Вседержитель» (2Кор. 6:18). Дважды это имя использовал в Откровении Иоанн Богослов: «Я есмь Альфа и Омега, начало и конец, говорит Господь, Который есть и был и грядет, Вседержитель» (Откр. 1:8), «Свят, свят, свят Господь Бог Вседержитель, который был, есть и грядет» (Откр. 4:8).

## Иконографические традиции
В Византии иконографический образ Христа Пантократора появился, приблизительно с IV—VI веков. Древнейшим из известных его иконописных изображений является икона Христос Пантократор из Синайского монастыря (середина VI века).
Образ Христа Вседержителя используется в одиночных иконах, в составе деисусных композиций, в иконостасах, стенных росписях. Так, этот образ традиционно занимает пространство центрального купола православного храма.
Одна из устойчивых и наиболее древних схем изображения Христа Вседержителя — «Спас на престоле». Христос изображается фронтально, восседающим на престоле с обязательной подушкой. Одежды обычно — традиционные, в ногах — подножие.
Изображения Спаса на престоле встречаются ещё в римских катакомбах, но окончательно иконография складывается в послеиконоборческий период (к X веку).
Престол понимается как атрибут царского достоинства, Бог являлся ветхозаветным пророкам, восседающим на престоле; сидя на престоле будет совершать Господь Страшный Суд (Мф. 25:31—34, 25:41).
Один из изводов Спаса на престоле — «Мануилов Спас», преданием приписывается кисти византийского императора Мануила и отличается особым жестом правой руки, указывающей в раскрытое Евангелие.
Одна из разновидностей изображения Христа Вседержителя — «Спас в Силах», центральная икона в традиционном русском иконостасе. Христос восседает на престоле в полный рост в окружении ангельского сонма — «Сил Небесных», отсюда и название «Спас в Силах». Другие варианты — Психосотер («Душеспаситель»), Елеон («Милующий»).
- Христос Пантократор (Вседержитель) в мировой иконописи
- Христос Пантократор из Синайского монастыря. Энкаустическая икона Иисуса Христа из монастыря Святой Екатерины, Синай. VI век
- Христос Пантократор. Константинополь. Вторая четверть  XV  века. Москва,ГМИИ им. Пушкина
- Христос на мозаичном изображении, Равенна, Италия. VI век
- Мозаичная икона Спасителя. 1100—1150 годы, Берлин, музей Боде
- Спас в Силах. 1408. Андрей Рублёв. Иконостас Успенского собора во Владимире
- Ярославский Спас. Начало XIII века. Ярославский художественный музей, Ярославль
- Мозаика поздне-римского периода, церковь Санта Пуденциана, Рим
- Роспись купола Корамского собора, предместья Анатолии, Турция
- Мозаика с изображением Христа Пантократора, Софийский собор (Константинополь), южная галерея
- Мозаика с изображением Христа Пантократора, Софийский собор (Константинополь)
- Церковь Богородицы Паммакаристы, Константинополь
- Церковь в Хоре, роспись южного купола. Константинополь
- Спас в Силах. Фреска, 1341. Симоне Мартини. Франция, Авиньон, Домский собор Нотр-Дам
- Спас Вседержитель. Фрагмент росписи Брушальского кодекса, Германия